# Districtul Zalaegerszeg
Zalaegerszeg (în maghiară Zalaegerszegi járás) este un district în județul Zala, Ungaria.
Districtul are o suprafață de 1 044,70 km2 și o populație de 102.553 locuitori (2013).